# Cupido lorquinii
Cupido lorquinii es una mariposa que fue descrita por Herrich-Schäffer en 1850. Está incluida en el género Cupido y familia Lycaenidae. Ninguna de las subespecies se enumeran en el Catálogo de la Vida.

## Descripción
Es una mariposa muy pequeña que presenta dimorfismo sexual: en su parte superior el macho es azul violeta oscurecido, bordeado de una banda oscurecida, la hembra es marrón oscurecido. El dorso es  beige pálido, salpicado de azul, adornado de líneas, y pequeños puntos negros.

## Periodo de vuelo e hibernación
Vuela en una generación de abril a julio, a veces con una segunda generación parcial (España), desde febrero en el Atlas marroquí.
Las orugas son atendidas por las hormigas Tapinoma nigerrinum y Plagiolepsis pygmaea.

## Plantas huéspedes
Su planta huésped es la Anthyllis vulneraria.

## Ecología y distribución
Está presente en el norte de África y en el sur de España y de Portugal.

## Biotopo
Su hábitat está constituido en terrenos de rocalla y sequedad, entre rocas calcáreas, maleza y hierba seca.

## Protección
No posee ningún estatus de amparo particular.